# Selmar Odelein
Selmar Odelein (né le 11 avril 1966 à Quill Lake, dans la province de la Saskatchewan au Canada) est un joueur professionnel canadien de hockey sur glace.

## Carrière de joueur
Premier choix des Oilers d'Edmonton lors du repêchage de la Ligue nationale de hockey en 1984. Il fait ses débuts professionnels à la fin de la saison 1985-86 alors qu'il joue quatre parties avec les Oilers. Il évolue trois autres saisons dans l'organisation, soit avec le club-école de la Ligue américaine de hockey ou avec le club de la LNH. Il joue ensuite avec l'équipe nationale du Canada avant d'aller jouer deux saisons en Autriche.
Il termine sa carrière au Royaume-Uni après y avoir passé deux saisons.

## Statistiques

### En club
| Saison     | Équipe                       | Ligue      |    | Saison régulière | Saison régulière | Saison régulière | Saison régulière | Saison régulière |   | Séries éliminatoires | Séries éliminatoires | Séries éliminatoires | Séries éliminatoires | Séries éliminatoires |
| Saison     | Équipe                       | Ligue      | PJ | B                | A                | Pts              | Pun              | PJ               | B | A                    | Pts                  | Pun                  |                      |                      |
| 1982-1983  | Pat Canadians de Regina      | SMHL       | 70 | 30               | 84               | 114              | 38               | -                | - | -                    | -                    | -                    |                      |                      |
| 1982-1983  | Pats de Regina               | LHOu       | 1  | 0                | 0                | 0                | 0                | -                | - | -                    | -                    | -                    |                      |                      |
| 1983-1984  | Pats de Regina               | LHOu       | 71 | 9                | 42               | 51               | 45               | 23               | 4 | 11                   | 15                   | 45                   |                      |                      |
| 1984-1985  | Pats de Regina               | LHOu       | 64 | 24               | 35               | 59               | 121              | 8                | 2 | 2                    | 4                    | 13                   |                      |                      |
| 1985-1986  | Pats de Regina               | LHOu       | 36 | 13               | 28               | 41               | 57               | 8                | 5 | 2                    | 7                    | 24                   |                      |                      |
| 1985-1986  | Oilers d'Edmonton            | LNH        | 4  | 0                | 0                | 0                | 0                | -                | - | -                    | -                    | -                    |                      |                      |
| 1986-1987  | Oilers de la Nouvelle-Écosse | LAH        | 2  | 0                | 1                | 1                | 2                | -                | - | -                    | -                    | -                    |                      |                      |
| 1987-1988  | Oilers de la Nouvelle-Écosse | LAH        | 43 | 9                | 14               | 23               | 75               | 5                | 0 | 1                    | 1                    | 31                   |                      |                      |
| 1987-1988  | Oilers d'Edmonton            | LNH        | 12 | 0                | 2                | 2                | 33               | -                | - | -                    | -                    | -                    |                      |                      |
| 1988-1989  | Oilers du Cap-Breton         | LAH        | 63 | 8                | 21               | 29               | 150              | -                | - | -                    | -                    | -                    |                      |                      |
| 1988-1989  | Oilers d'Edmonton            | LNH        | 2  | 0                | 0                | 0                | 2                | -                | - | -                    | -                    | -                    |                      |                      |
| 1989-1990  | Team Canada                  | Intl.      | 73 | 7                | 30               | 37               | 69               | -                | - | -                    | -                    | -                    |                      |                      |
| 1990-1991  | EV Innsbruck                 | EBEL       | 38 | 9                | 21               | 30               | 71               | -                | - | -                    | -                    | -                    |                      |                      |
| 1991-1992  | VEU Feldkirch                | EBEL       | 29 | 9                | 18               | 27               | 34               | -                | - | -                    | -                    | -                    |                      |                      |
| 1993-1994  | Nottingham Panthers          | BHL        | 23 | 17               | 18               | 35               | 48               | 7                | 5 | 10                   | 15                   | 12                   |                      |                      |
| 1994-1995  | Sheffield Steelers           | BHL        | 25 | 5                | 21               | 26               | 28               | 4                | 0 | 4                    | 4                    | 6                    |                      |                      |
| Totaux LNH | Totaux LNH                   | Totaux LNH | 18 | 0                | 2                | 2                | 35               | -                | - | -                    | -                    | -                    |                      |                      |

### En équipe nationale
| Année | Équipe | Compétition                 |   | PJ | B | A | Pts | Pun               |  | Résultat |
| 1985  | Canada | Championnat du monde junior | 7 | 1  | 5 | 6 | 8   | Médaille d'or     |  |          |
| 1986  | Canada | Championnat du monde junior | 7 | 0  | 1 | 1 | 6   | Médaille d'argent |  |          |

## Trophées et honneurs personnels
- 1985 : nommé dans la 2e équipe d'étoiles de la Ligue de hockey de l'Ouest

## Parenté dans le sport
- Son frère Lyle a également été joueur de hockey professionnel.